# Gargilesse-Dampierre
Gargilesse-Dampierre là một xã ở tỉnh Indre khu vực trung bộ Pháp. Xã này có diện tích 15,72 km², dân số thời điểm năm 1999 là 324 người. Khu vực này có độ cao trung bình 221 mét trên mực nước biển.